# Gymnomyza
Gymnomyza es un género de aves paseriformes de la familia Meliphagidae nativas de varias islas de Oceanía, desde Nueva Caledonia hasta Samoa. Se conocen comúnmente como mieleros.

## Especies
Se reconocen las siguientes especies:
- Gymnomyza viridis (E. L. Layard, 1875) - mielero gigante piquiamarillo;
- Gymnomyza brunneirostris (Mayr, 1932) - mielero gigante piquipardo;
- Gymnomyza samoensis (Hombron y Jacquinot, 1841) - mielero mao;
- Gymnomyza aubryana (J. Verreaux y Des Murs, 1860) - mielero cuervo;